# Márcias de Filipo
Márcias de Filipo foi um historiador grego, que por vezes é confundido com Márcias de Pela. Ele foi autor de obras Archaiología e Mathica, dos quais apenas fragmentos são preservados.